# Stéphanie Villedrouin

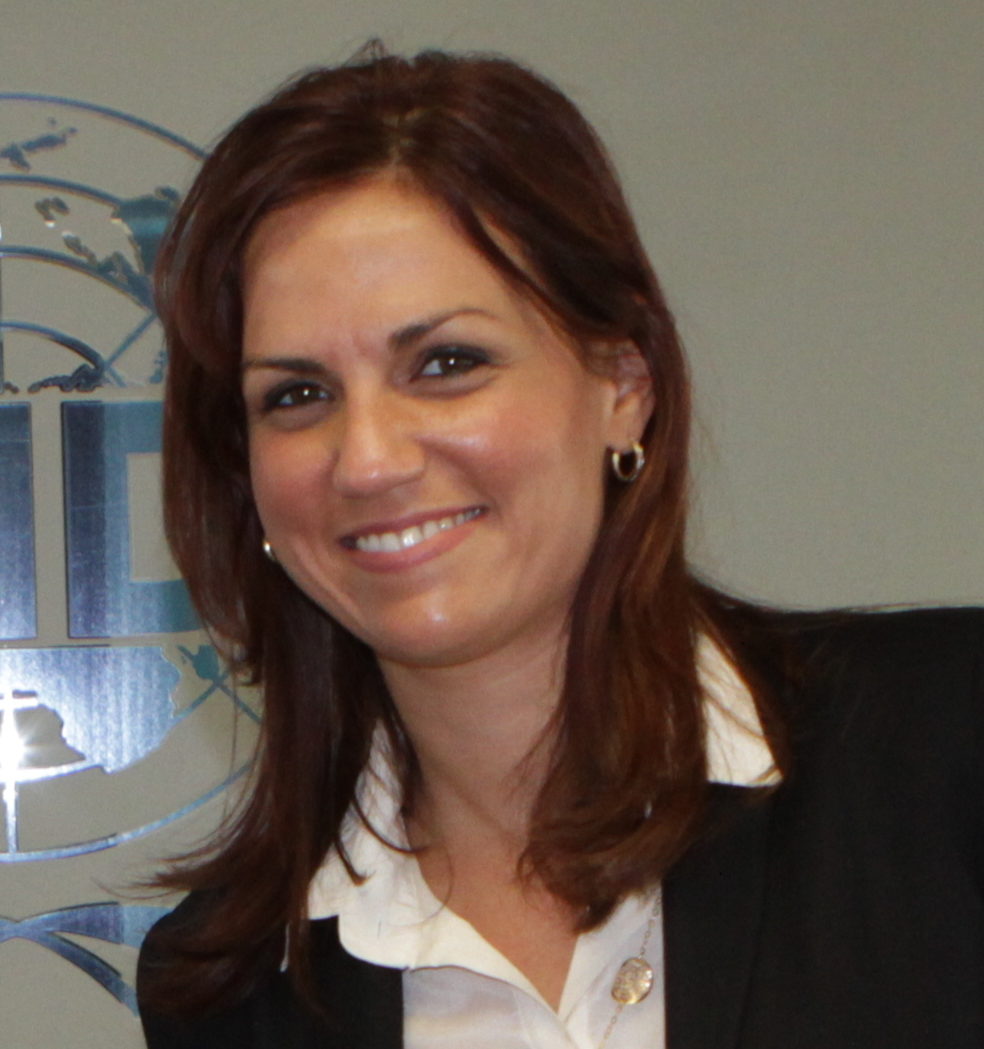
Stephanie Balmir Villedrouin (2014)

Stéphanie Balmir Villedrouin (* 29. März 1982 in Caracas, Venezuela) ist eine haitianische Geschäftsfrau, die während der Präsidentschaft von Michel Martelly Ministerin für Tourismus war.

## Leben
Villedrouin entstammt einer bekannten haitianischen Familie und ist eines der sieben Kinder von Alix Balmir, einem Diplomat, und dessen Frau Gladys Dubousquet, die aus Gonaïves stammt. Beide Familien haben sowohl schwarze als auch weiße Wurzeln. Sie wurde in Caracas geboren, da ihr Vater dort haitianischer Botschafter war. Er wurde zwei Monate nach Stéphanies Geburt als Botschafter nach Bogotá (Kolumbien) versetzt, wo sie ihre Kindheit verbrachte.
Nach dem Ende der Amtszeit von Jean-Claude Duvalier kehrte die Familie im Jahr 1986 nach Haiti zurück und widmete sich dem Aufbau von Restaurants und Hotels. Villedrouin besuchte eine Schule in Port-au-Prince. Anschließend studierte sie Gastgewerbe- und Tourismusmanagement an der Pontificia Universidad Católica Madre y Maestra, in Santiago de los Caballeros, Dominikanische Republik.
Nach Abschluss der Ausbildung wurde sie Geschäftsführerin des Hotels „Le Montcel“ in Kenscoff, im Bergland südlich von Pétionville.
Im Jahr 2003 heiratete sie Marcel Bernard Villedrouin. Das Ehepaar hat drei Kinder.

## Ministerin für Tourismus
Vom 20. Oktober 2011 bis zum 2. April 2014 war sie in den Kabinetten Conille, Lamothe, Duperval Guillaume und Paul unter Präsident Martelly Ministerin für Tourismus. Nach einer Regierungsumbildung wurde dem von ihr geleiteten Ministerium die Zuständigkeit für „kreative Unternehmen“ hinzugefügt. In diesem Rahmen war sie bis zum 23. März 2016 im Amt.
In ihrer Amtszeit eröffnete Haiti im Ausland ein erstes Büro für Tourismusförderung.